# Obligación de objeto único
Obligación de objeto único, de objeto singular, simple o única es en derecho, aquella obligación en que se debe una sola cosa, un hecho o una abstención. Por ejemplo, la obligación del comodante de entregar un libro en préstamo al comodatario. La obligación de objeto único se opone a la obligación de objeto múltiple.

## Efectos

### Efectos en la obligación de dar

#### Al tratarse de una cosa específica

##### Efectos en el cumplimiento
En la obligación de dar, el deudor cumple pagando con el único objeto debido.

##### Efectos en el incumplimiento
- Si la pérdida es fortuita: Se extingue la obligación por el modo pérdida de la cosa debida.
- Si la pérdida es culpable: El deudor debe pagar al acreedor el precio de la cosa más la indemnización de perjuicios.

#### Al tratarse de una cosa genérica
Sigue debiéndose, pues el género no perece.

### Efectos en la obligación de hacer
En la obligación de hacer, el deudor cumple ejecutando el hecho.

### Efectos en la obligación de no hacer
En la obligación de no hacer, el deudor cumple absteniéndose de ejecutar el hecho.